# Clara-Schumann-Gymnasium Dülken
Das Clara-Schumann-Gymnasium Dülken (vormals: Städtisches Gymnasium Dülken) ist ein Gymnasium der Stadt Viersen im Ortsteil Dülken. Im Schuljahr 2013/14 wurden dort 980 Schüler unterrichtet. Seit 2013 ist das Clara-Schumann-Gymnasium Europaschule.

## Geschichte
Die Schule wurde 1872 als „Städtische Höhere Bürgerschule zu Dülken“ gegründet; sie ist die älteste bis heute bestehende Schule des Ortes. Das heutige Gebäude wurde 1965 bezogen. Ab 1978 hieß sie Städtisches Gymnasium Dülken. Im Januar 2009 beschloss die Schulkonferenz, die Schule nach der Pianistin und Komponistin Clara Schumann (1819–1896) Clara-Schumann-Gymnasium Dülken zu nennen.
Seit Beginn des Schuljahres 2009/10 dauert eine Schulstunde 67,5 Minuten.

## Musik
Die Schule wurde bekannt wegen ihres Jugendsymphonieorchesters, das unter der Leitung von Werner Tillmann und unterstützt von Ernst Klusen 1964 gegründet wurde. Im Laufe seines 30-jährigen Bestehens erhielt es internationale Auszeichnungen, unternahm zahlreiche Auslandsreisen und wurde auch durch Schallplatten-, Rundfunk- und Fernsehaufnahmen bekannt. Ergänzt durch eine private Musikschule mit Förderverein entstand das sogenannte „Dülkener Modell“; seine Strukturen wurden mehrfach im Ausland nachgebaut. So konnten in Dülken viele junge Menschen durch symphonische Musik gefördert werden. Zahlreiche Schul- und Berufsmusiker/-innen, unter ihnen Bundes- und Landessieger im Wettbewerb „Jugend musiziert“, gingen aus dem Modell hervor.
Die Schule bot von 1965 bis zu Tillmanns Pensionierung 1990 in den fünften Klassen Instrumentalunterricht (z. B. Blockflöte) für die ganze Klasse an; darauf basierend wurden interessierte Schüler an andere Instrumente (speziell Orchesterinstrumente) herangeführt. Seit 2003 bietet die Schule sogenannte Streicher- und Bläserklassen an, in denen jeder Schüler ab der fünften Klasse ein Instrument erlernen kann. 
Die von Tillmann praktizierte Methode verfolgte ähnliche Ziele wie heutige Initiative „Jedem Kind ein Instrument“.

## Karneval und Brauchtum
Das Gymnasium ist auch dem Dülkener Brauchtum verbunden. Die Aula der Schule war oder ist Veranstaltungsort diverser Karnevalssitzungen. 
Seit 2010 gibt es am Clara auch einen Elferrat, bestehend aus (teilw. ehemaligen) Schülern der Schule. Dieser veranstaltet jedes Jahr am Altweiberdonnerstag eine Sitzung für die Sek. I, bei der das Programm von Schülern für Schüler gestaltet wird. Zudem besuchen an diesem Tag viele der Dülkener und Viersener Karnevalsvereine die Schule sowie die Dülkener Prinzenpaare. Der Elferrat ist die gesamte Session über aktiv und repräsentiert die Schule auf diversen karnevalistischen Veranstaltungen.
Für die eigene Altweibersitzung wurde der Schule von der großen Karnevalsgesellschaft Orpheum 1869 Dülken e.V. ein Bühnenbild erstellt und gespendet.
Der Elferrat wird von einem Präsidenten geführt, meist einem Schüler der Oberstufe.

## Naturwissenschaften
Das Clara-Schumann-Gymnasium fördert neben dem musikalischen Zweig auch die Naturwissenschaften. 

## Ehemalige Schüler
- Michael Antwerpes (* 1963), Sportmoderator
- Mirja Boes (* 1971), Komikerin
- Joseph Dommers Vehling (1879–1950), Koch, Autor, Übersetzer und Kochbuchhistoriker
- Theodor Frings (1886–1968), Germanist und Sprachwissenschaftler
- Andreas Hensel (* 1961), Hochschullehrer und Präsident des Bundesinstituts für Risikobewertung
- Theo Lieven (* 1952), Gründer der Firma Vobis
- Martina Maaßen (* 1963), Politikerin (Bündnis 90/Die Grünen Nordrhein-Westfalen).